# Felix Lincke
Alexander Franz Felix Lincke (* 15. November 1840 in Leipzig; † 23. August 1917 in Darmstadt) war ein deutscher Maschinenbauingenieur und Hochschullehrer.

## Leben
Felix Lincke war der Sohn von Alexander Lincke, Jurist und Bürgermeister von Werdau sowie Mitglied des Sächsischen Landtags. Da der Vater nach der Deutschen Revolution 1848/49 emigrieren musste, wuchs Felix Lincke in der Schweiz auf. Sein Bruder war der Ingenieur Paul Lincke (1852–1929). Er besuchte die Fröbelschule und die Zürcher Kantonsschule. 1857 begann er ein Studium im Fach Maschinenbau an der Eidgenössischen Technischen Hochschule Zürich (ETHZ) bei Gustav Zeuner und Franz Reuleaux. Zu seinen Kommilitonen gehörte der Ingenieur Robert Moser, mit dem ihn eine lebenslange Freundschaft verband. 1860 schloss er das Studium mit Diplom ab. Lincke arbeitete als Ingenieur für Textilmaschinen-Hersteller in Aue (bei Molau), Bielitz und Chemnitz. Nach dem Tod seines Vaters im April 1864 kehrte er in die Schweiz zurück und arbeitete in der Maschinenfabrik Landquart im Kanton Graubünden und als Hilfslehrer bei Friedrich von Beust. Dessen Ehefrau Anna von Beust, eine Cousine von Friedrich Engels, bemühte sich bei ihm, um Lincke eine Stelle in England zu verschaffen. Auch Lincke selbst wandte sich in einem Brief an Engels um Hilfe. Später trat er unter dem Dampfmaschinenkonstrukteur Charles Brown in die Firma Sulzer in Winterthur ein. 1868 wurde er Assistent von Georg Veith (1821–1903). 1869 habilitierte sich Felix Lincke an der ETHZ und las als Dozent über Maschinen-Elemente, Lokomotivbau und Kinematik. 1872 wurde er als Direktor an die Höhere Gewerbeschule Kassel berufen. Am 18. Juli 1873 wurde er zum ordentlichen Professor an die Technische Hochschule Darmstadt berufen, an der er bis 1911 lehrte und dann emeritiert wurde. 1877 war Lincke Vorstandsmitglied des Vereins Deutscher Ingenieure (VDI). Felix Lincke starb am 23. August 1917 in Darmstadt.
Lincke war verheiratet mit Helene Isidore geb. Gruner (1848–1899). Aus der Ehe ging ein Sohn hervor: Julius Lincke (* 1872).
Sein Vortrag Das mechanische Relais, Mechanismen zur Ausführung indicirter Bewegungen „hatte die Gleichartigkeit rückgekoppelter Systeme in Maschinen und Organismen bereits 1879 mit einer allgemeinen Terminologie beschrieben und damit […]  sowohl die Regelungslehre wie der Kybernetik vorweggenommen.“

## Auszeichnungen
- 12. September 1891: Verleihung des Ritterkreuzes I. Klasse des Verdienstordens Philipps des Großmütigen
- 25. November 1901: Verleihung des Ehrenkreuzes des Verdienstordens Philipps des Großmütigen
- 8. März 1911: Verleihung des Komturkreuzes II. Klasse des Verdienstordens Philipps des Großmütigen

## Schriften (Auswahl)
- Das mechanische Relais. Mechanismen zur Ausführung indicirter Bewegungen. Eine synthetische Studie. Vorgetragen in der Section für Maschinenbau der 20. Hauptversammlung des Vereins deutscher Ingenieure. Gaertner, Berlin 1880. (als Reprint in Grundlagenstudien aus Kybernetik und Geisteswissenschaft. Internationale Zeitschrift für Modellierung und Mathematisierung in den Humanwissenschaften. Verlag Schnelle, Quickborn 1970.)
- Die Baumaschinen. Abtheilung I,1: Kraftmaschinen, Triebwerke, Wasserhebemaschinen, Baggermaschinen, Rammen und zugehörige Hülfsmaschinen. (bearbeitet von Ernst Brauer, H. Bücking, R. Graepel, A. Krebs, F. Lincke, Fr. Neukirch, H. Schellhaas; hrsg. von Ludwig Franzius und F. Lincke) Engelmann, Leipzig 1883. (= Handbuch der Ingenieurwissenschaften, Band IV, Teil 1,1.)
- Der Wasserbau, Wasserversorgung und Entwässerung der Städte. Engelmann, Leipzig 1893. (= Handbuch der Ingenieurwissenschaften, Band III.)
- Maschinen-Elemente. Eine Sammlung von Konstruktions-Tafeln zum Gebrauche beim Maschinenzeichnen und Maschinenkonstruiren. Für Schule und Praxis. 5. Auflage, Darmstadt 1895.
- Die Baumaschinen. Einleitung, Wasserhebmaschinen, Baggermaschinen, Rammen und zugehörige Hilfsmaschinen. 2. vermehrte Auflage, Engelmann, Leipzig 1897. (= Handbuch der Ingenieurwissenschaften, Band IV, Teil 1.)
- Gutachten über die Frage der Berechtigung des deutschen Reichspatents Nr. 80974 von Otto Schlick in Hamburg. Haussmann, Berlin 1898.
- Lasthebemaschinen. Elektrische Abtrieb von Lasthebemaschinen. Maschinelle Hilfsmittel für die Beförderung von Massengütern. Maschinelle Hilfsmittel und Rüstungen für Hoch- und Brückenbauten. Tauchen und Hebungsarbeiten unter Wasser. 2 vermehrte Auflage, Engelmann, Leipzig 1908. (= Handbuch der Ingenieurwissenschaften, Band IV, Teil 3.)